# Mihail Petrovič Kolesnikov
Mihail Petrovič Kolesnikov, ruski general in politik, * 30. junij 1939, Eisk, † 26. marec 2007, Moskva.
Bil je:
- načelnik Generalštaba Oboroženih sil Ruske federacije (25. december 1992 - 18. oktober 1996)
- namestnik ministra za obrambo Ruske federacije (25. december 1992 - 18. oktober 1996) in
- minister za obrambo Ruske federacije (v.d.; 18. junij 1996 - 18. julij 1996).